# GCIRS 7
GCIRS 7 är en röd superjätte i stjärnbilden Skytten och belägen i Vintergatans centrum. Den är mycket ljusstark och är en av de största stjärnorna som för närvarande (2023) har upptäckts, med en storlek på cirka 960 solradier. Om den placeras i solsystemet, skulle dess fotosfär nästan uppsluka Jupiters omloppsbana.